# غيرينغسفالده
غرينغسوالده (بالألمانية: Geringswalde) هي بلدة ألمانية تقع في ألمانيا في ساكسونيا. يقدر عدد سكانها بـ 4,880 نسمة .

## معرض صور

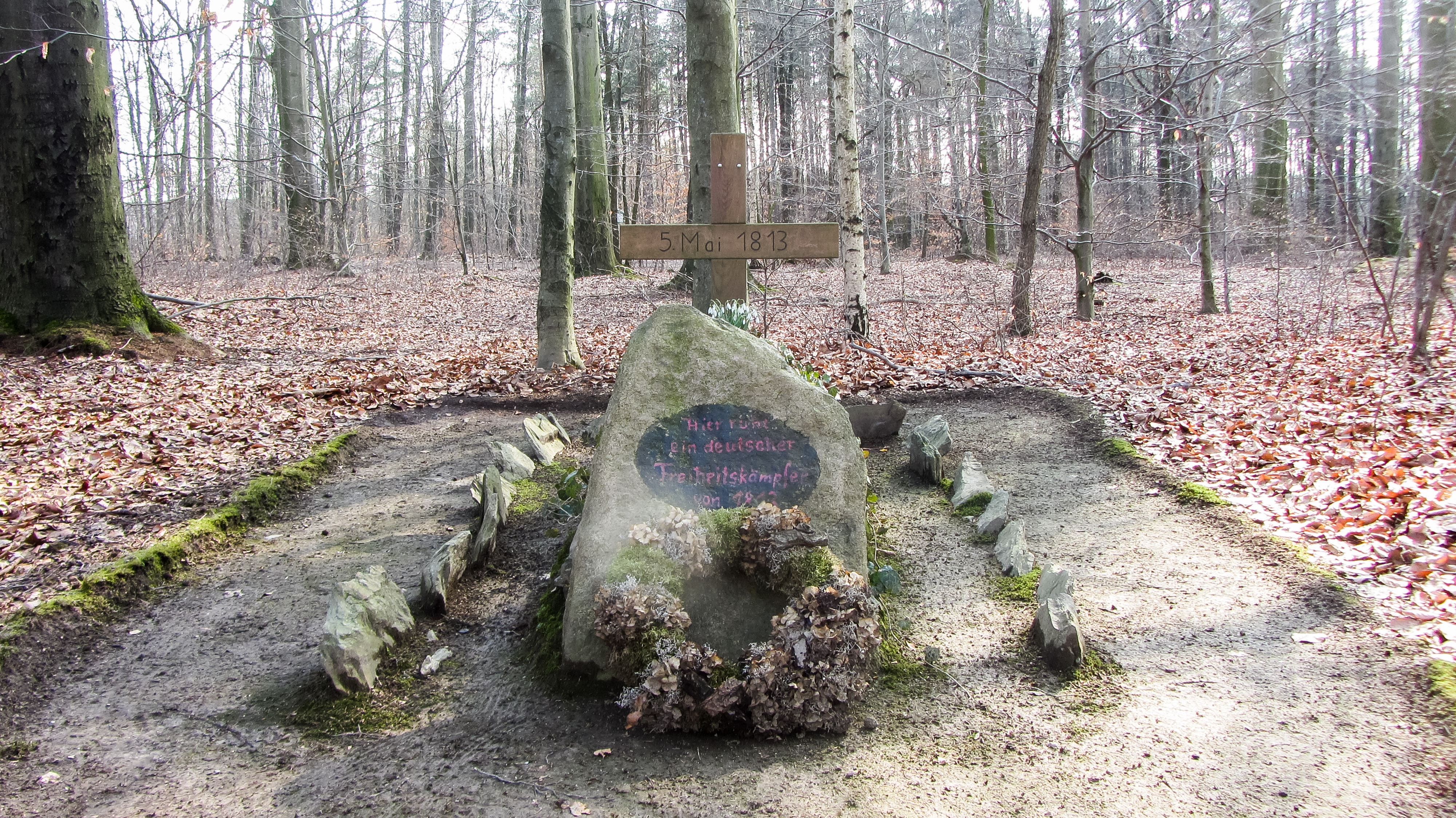
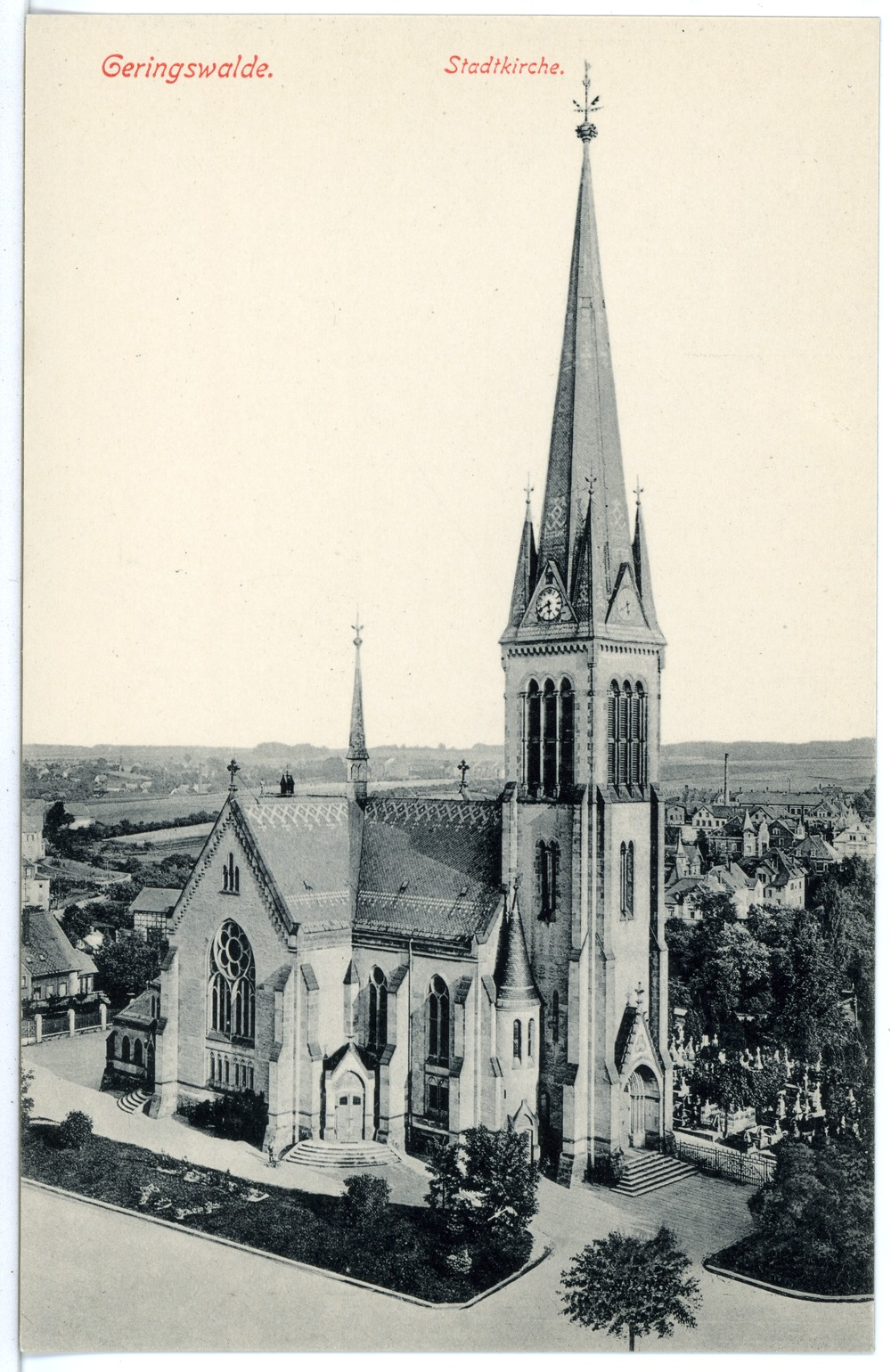
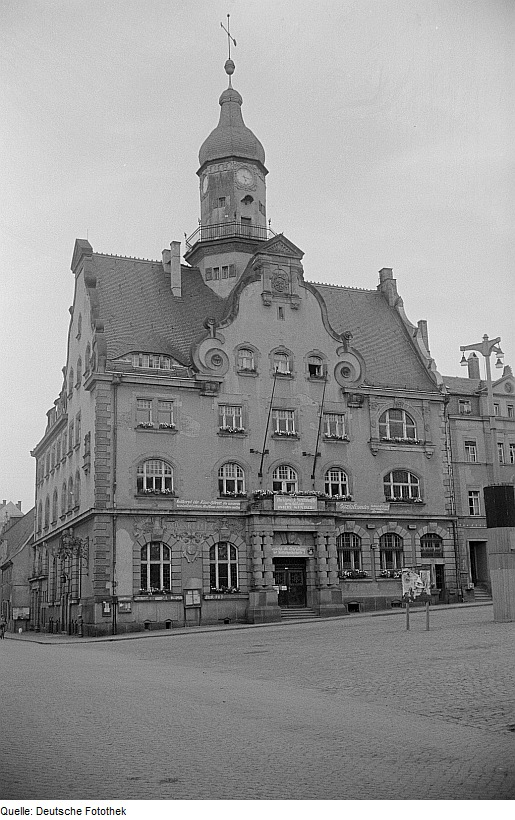
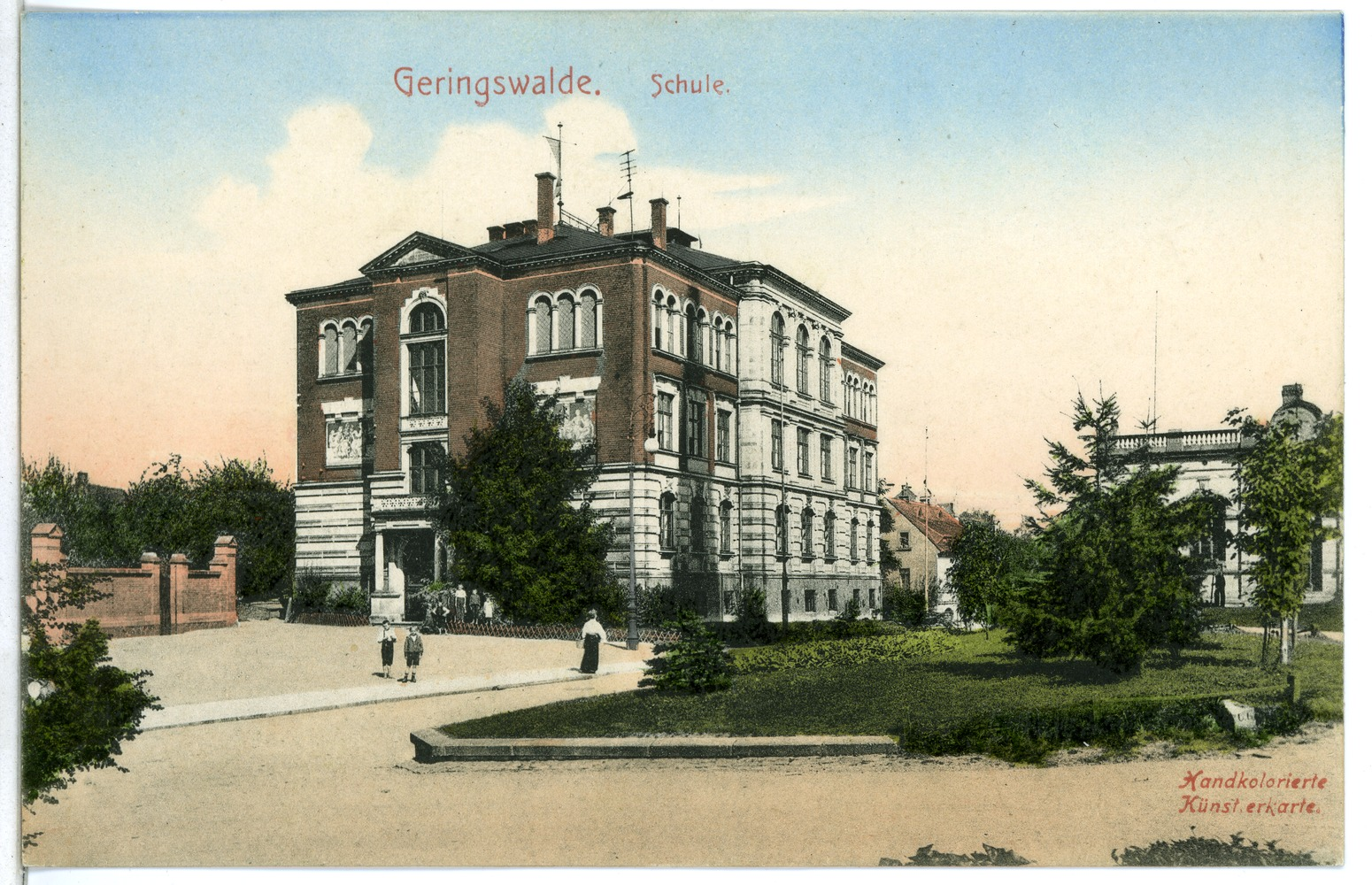
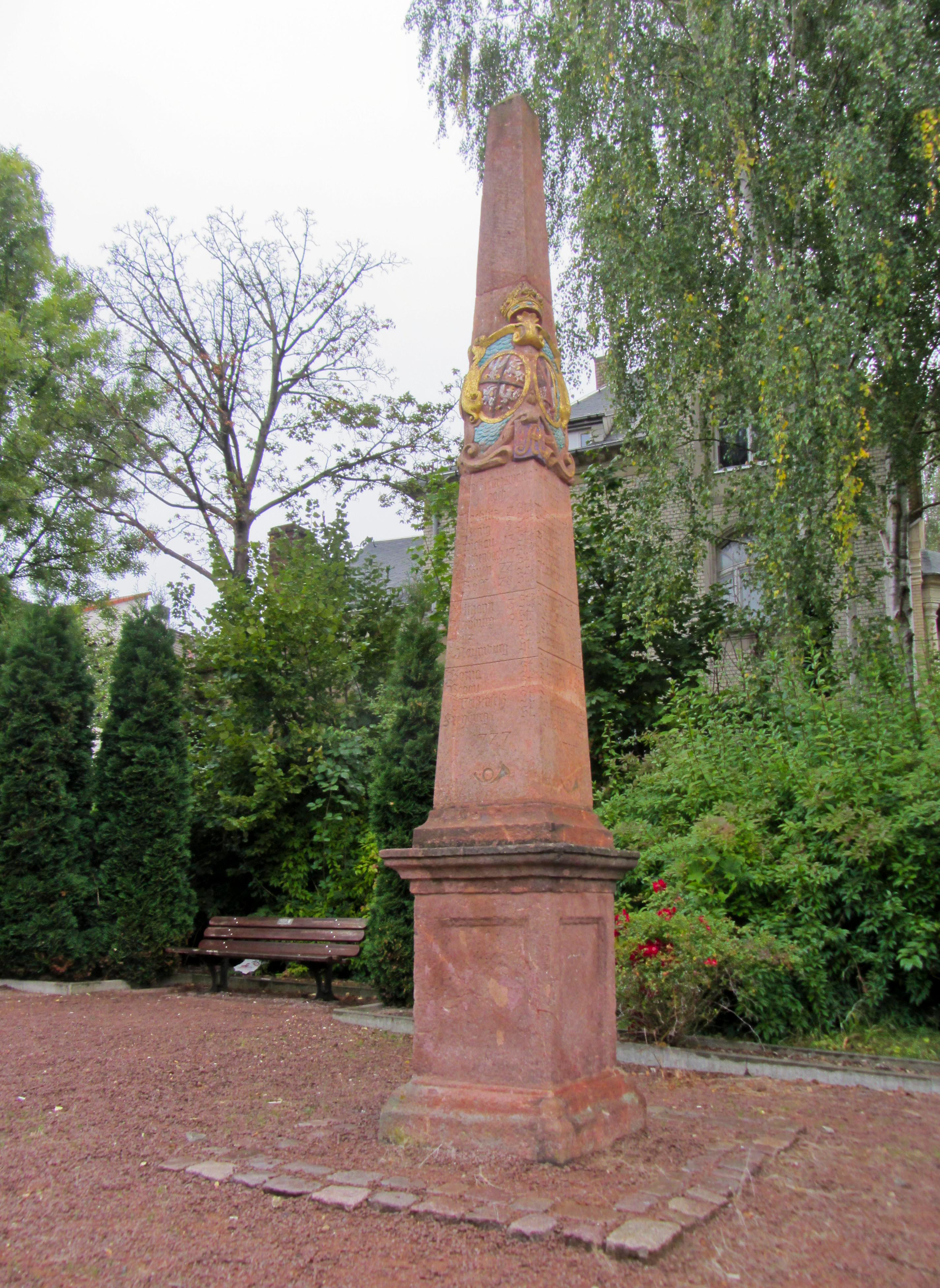
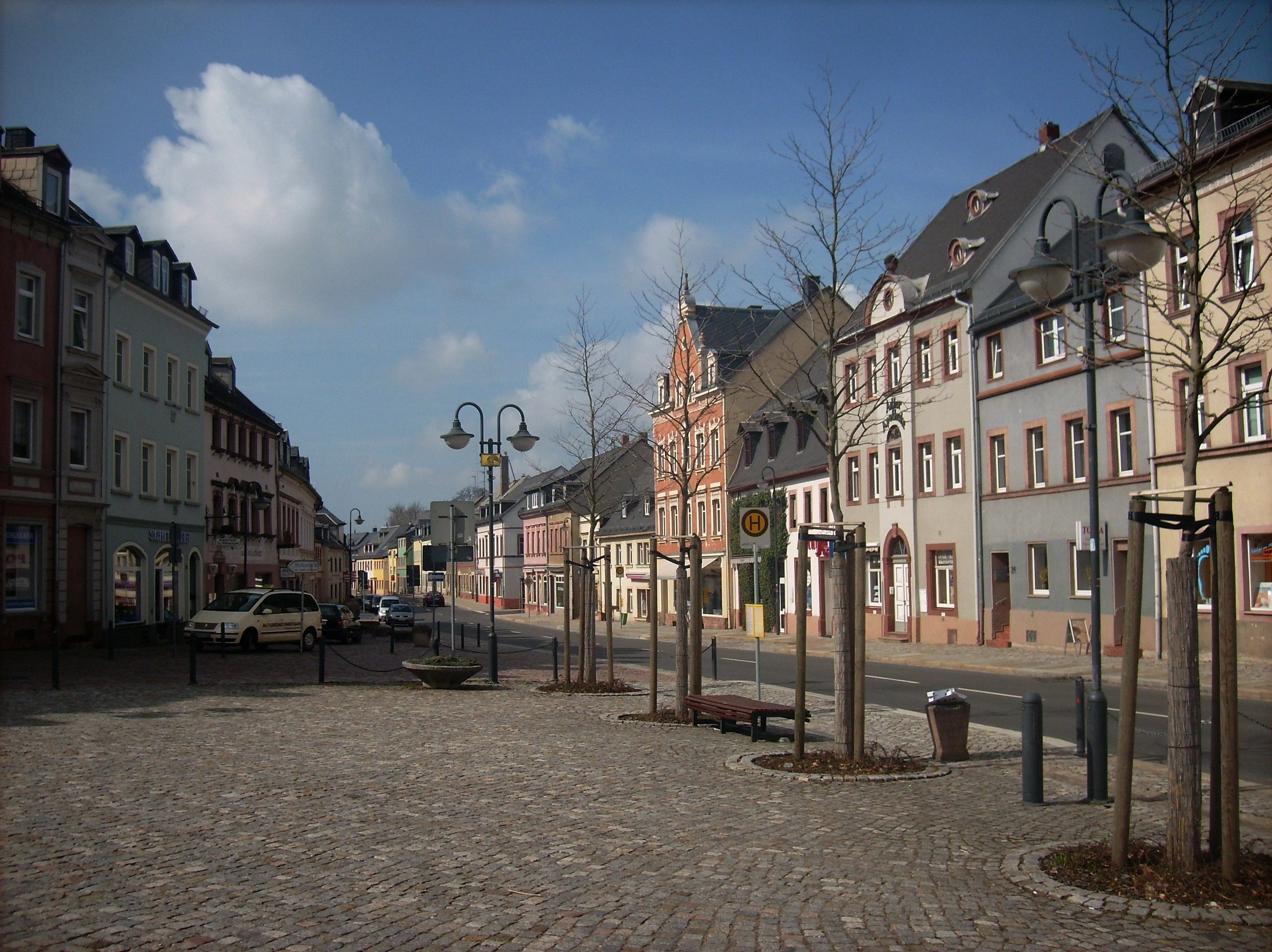